# Museum Boijmans Van Beuningen

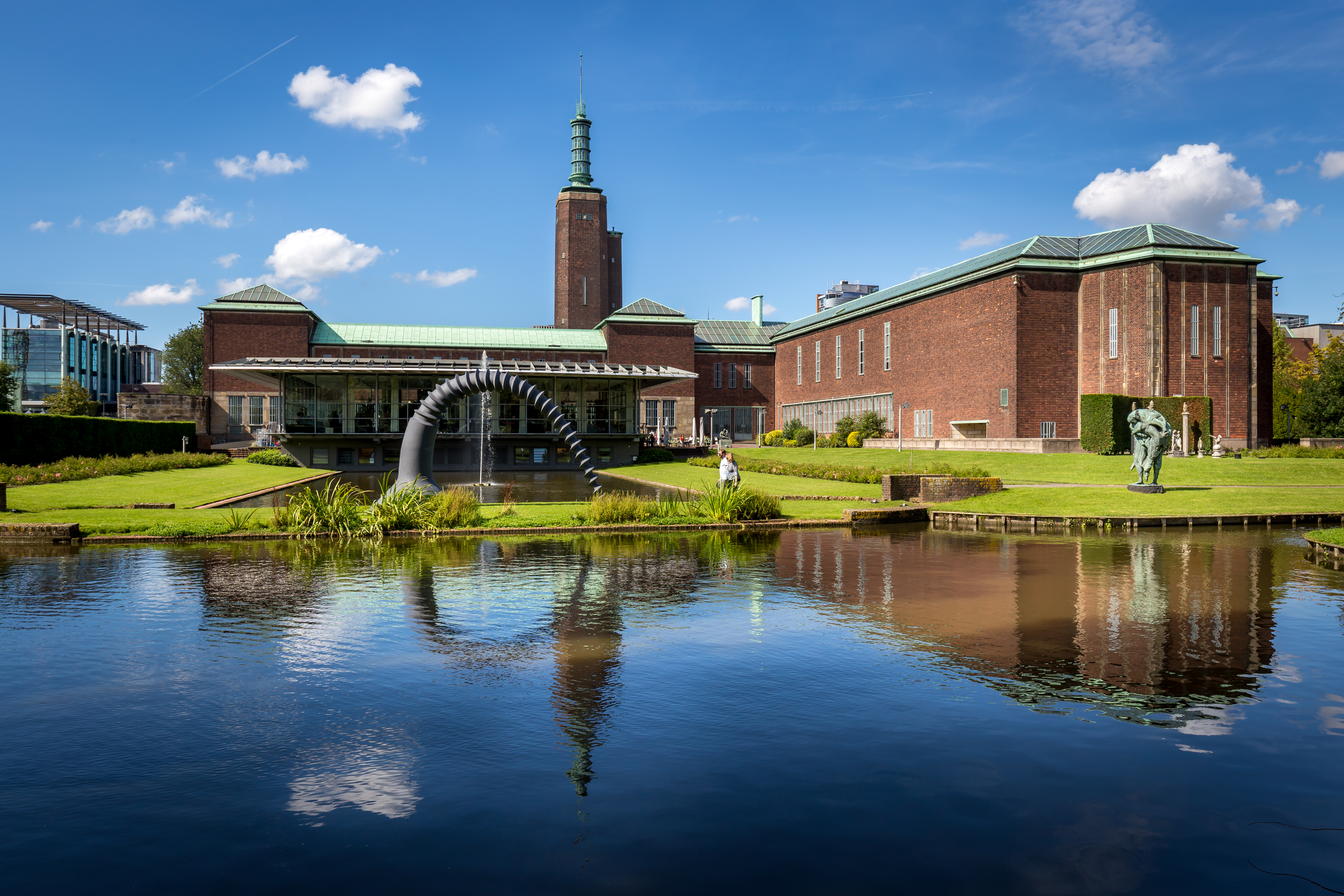
Museum Boijmans Van Beuningen

Das Museum Boijmans Van Beuningen ist das größte Kunstmuseum in Rotterdam mit zahlreichen Gemälden und Skulpturen.

## Geschichte
Der Grundbestand des Museums stammt aus dem Vermächtnis des Rotterdamer Rechtsanwalts Frans Jacob Otto Boijmans (1767–1847) aus dem Jahre 1847. 1849 wurde es unter dem Namen Museum Boijmans eröffnet. Im Jahre 1958 erhielt das Museum die Sammlung des Industriellen und Reeders Daniël George van Beuningen. In späteren Jahren wurde die Sammlung durch Ankäufe und weitere Schenkungen erweitert.
Direktoren
- 1849–1870 Arie Johannes Lamme
- 1870–1878 Dirk Arie Lamme
- 1883–1908 Pieter Haverkorn van Rijsewijk
- 1908–1920 Frederik Schmidt-Degener
- 1920–1947 Dirk Hannema
- seit 2004 Sjarel Ex

## Museumsgebäude
Das Gebäude im Museumspark Rotterdam wurde von 1928 bis 1935 nach Plänen des Architekten Ad van der Steur errichtet. Erweitert wurde es von 1963 bis 1972 und von 2000 bis 2003. Das Museum ist als Rijksmonument denkmalgeschützt.

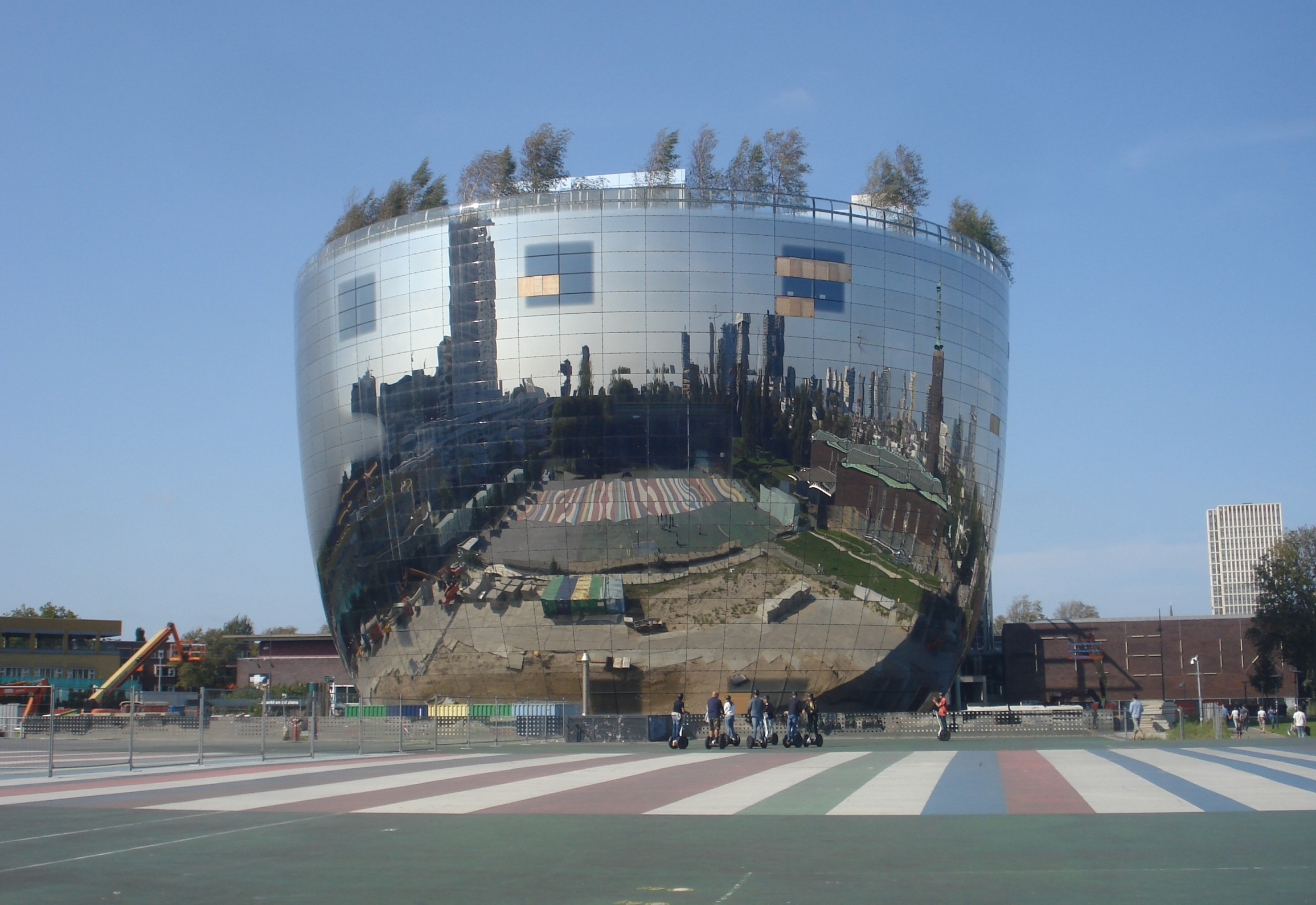
Depot Boijmans Van Beuningen

Die bisher im Keller des Museums gelagerte Sammlung des Museums wird der Öffentlichkeit zugänglich gemacht in einem von dem Architekten Winy Maas (Büro MVRDV) entworfenen begehbaren Kunstdepot, das ab 2017 im Museumpark errichtet und am 5. November 2021 eröffnet wurde.

## Sammlung

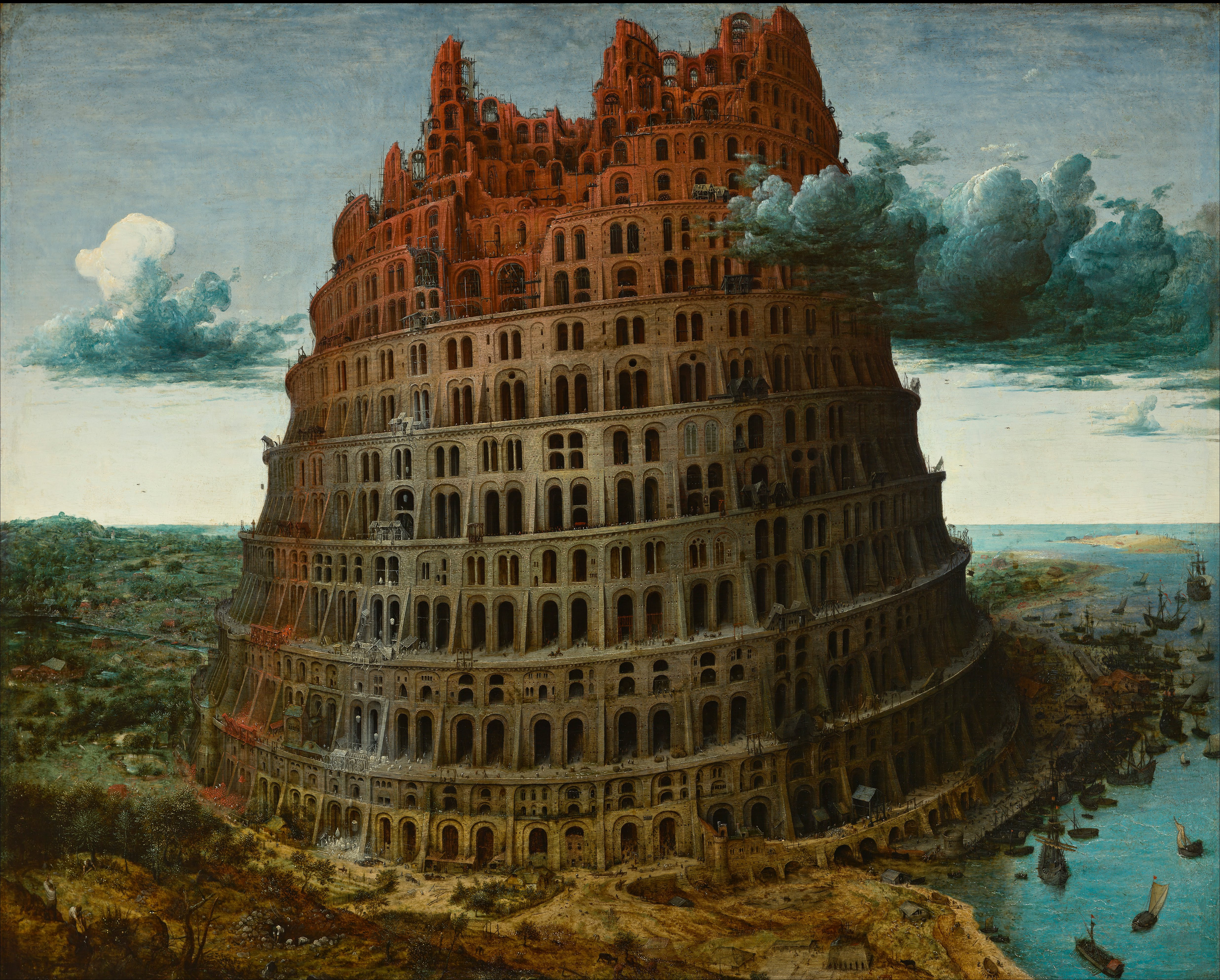
Der „kleine“ Turmbau zu Babel von Pieter Bruegel

Im Museum sind u. a. eine kleine Version des Turmbaus zu Babel von Pieter Brueghel dem Älteren, Werke von Rembrandt, Jan Steen, Vincent van Gogh und Werke vieler Meister des 20. Jahrhunderts zu sehen. Die bedeutende graphische Sammlung besitzt unter anderem die weltweit einzige allgemein anerkannte Zeichnung von Giorgione.

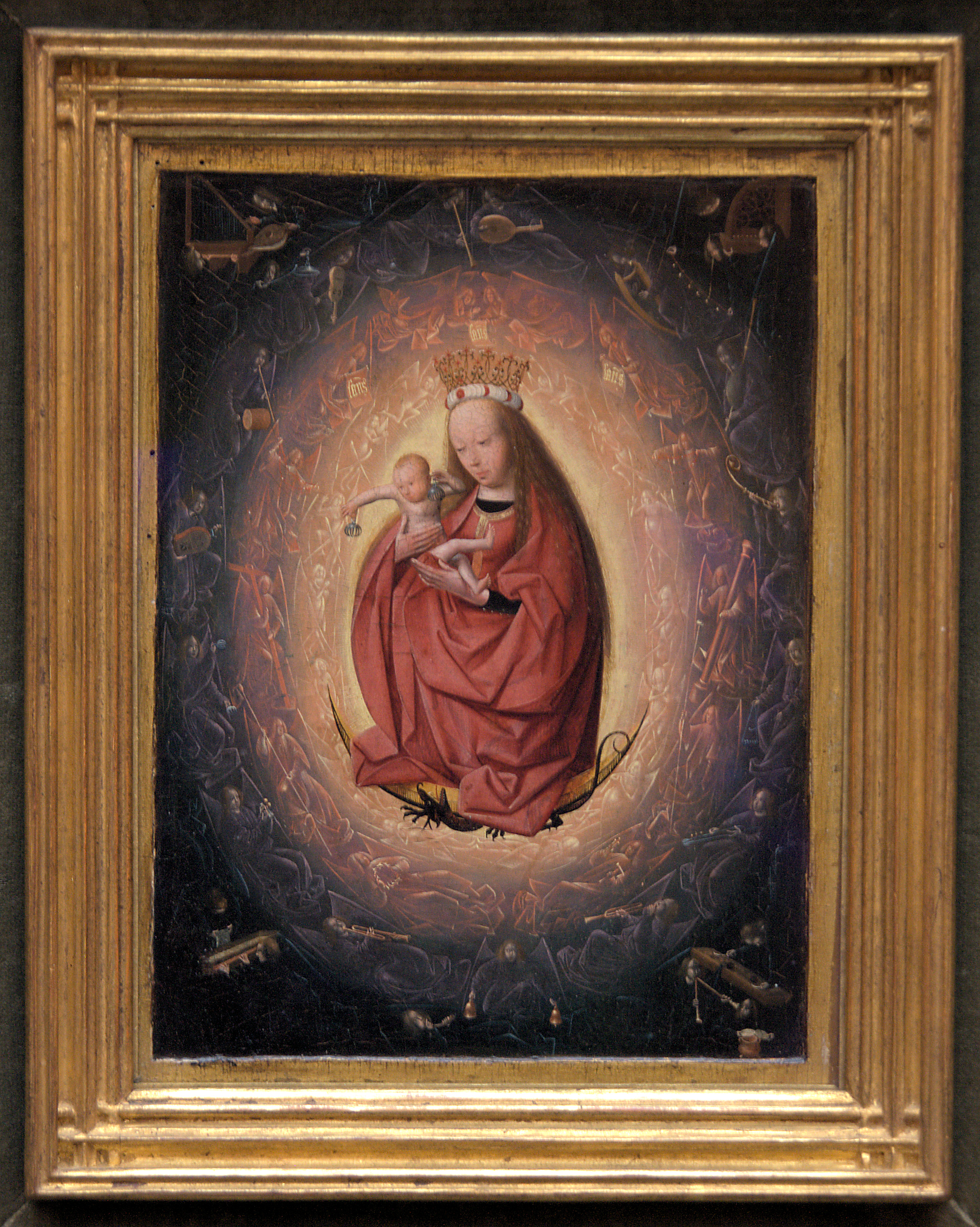
Geertgen tot Sint Jans: Die Verherrlichung der Maria, um 1490
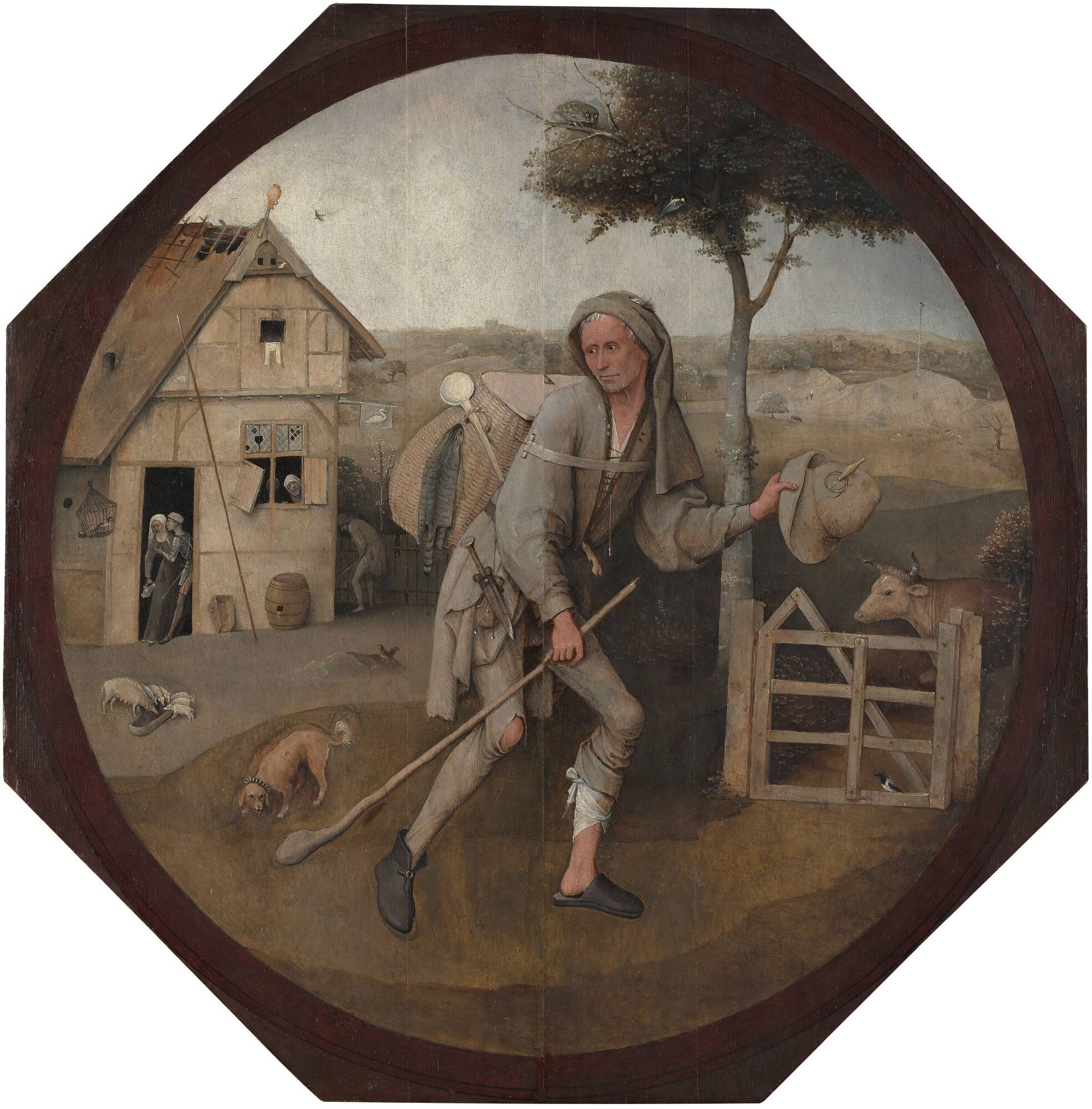
Hieronymus Bosch: Der Hausierer, um 1494
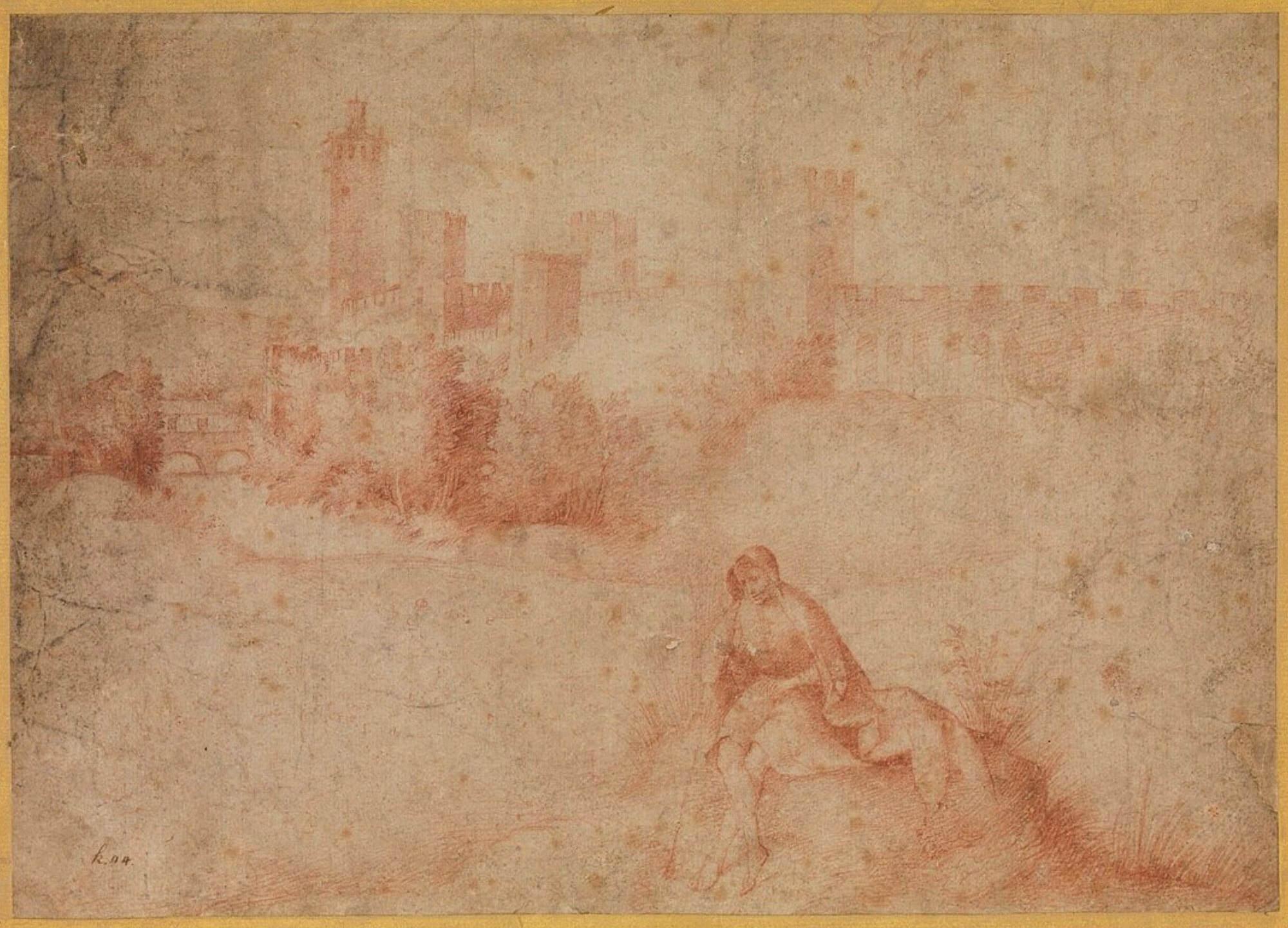
Giorgione: Das Castel San Zeno, Montagnana, um 1507–10
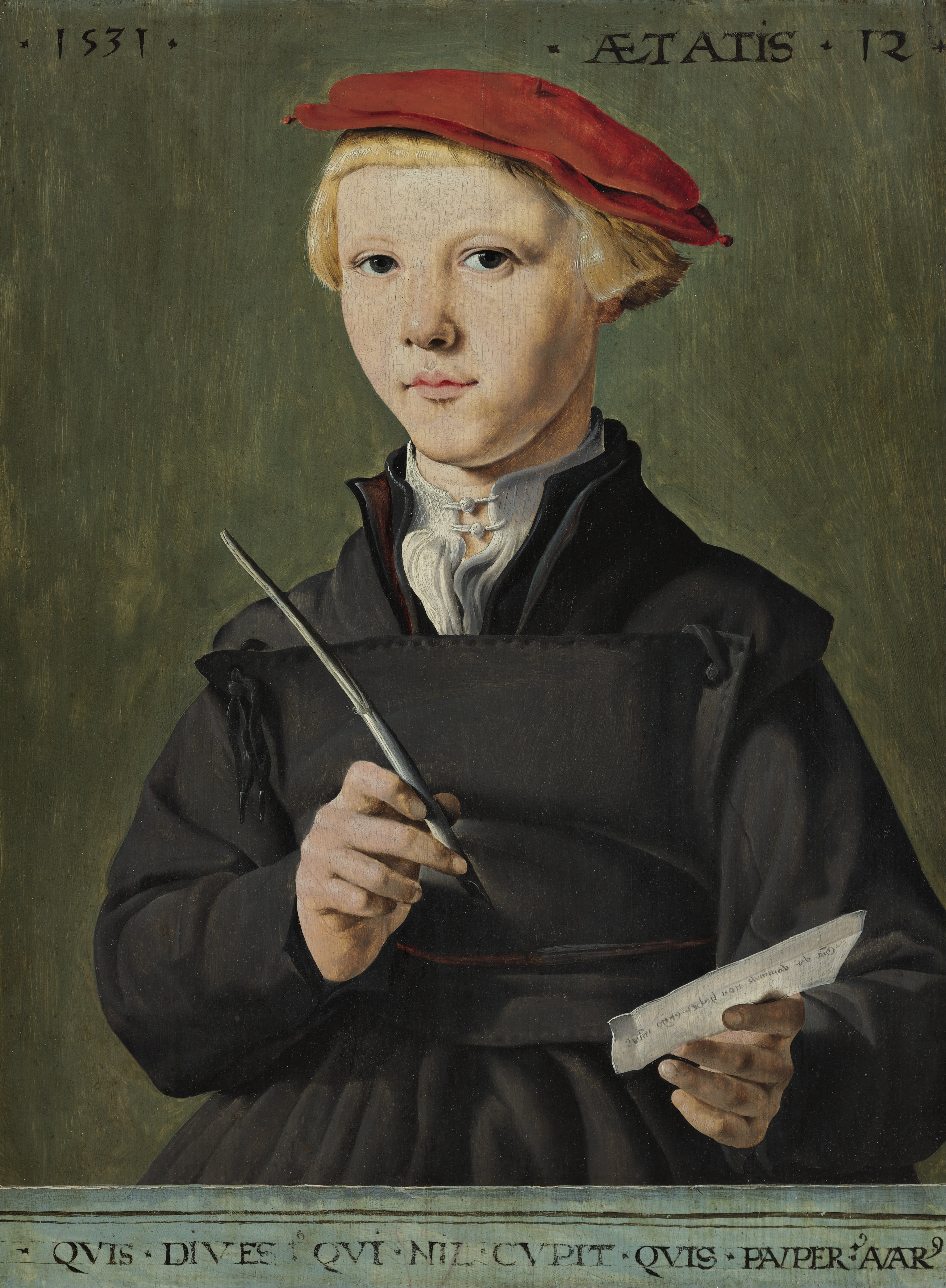
Jan van Scorel: Porträt eines jungen Schülers, 1531
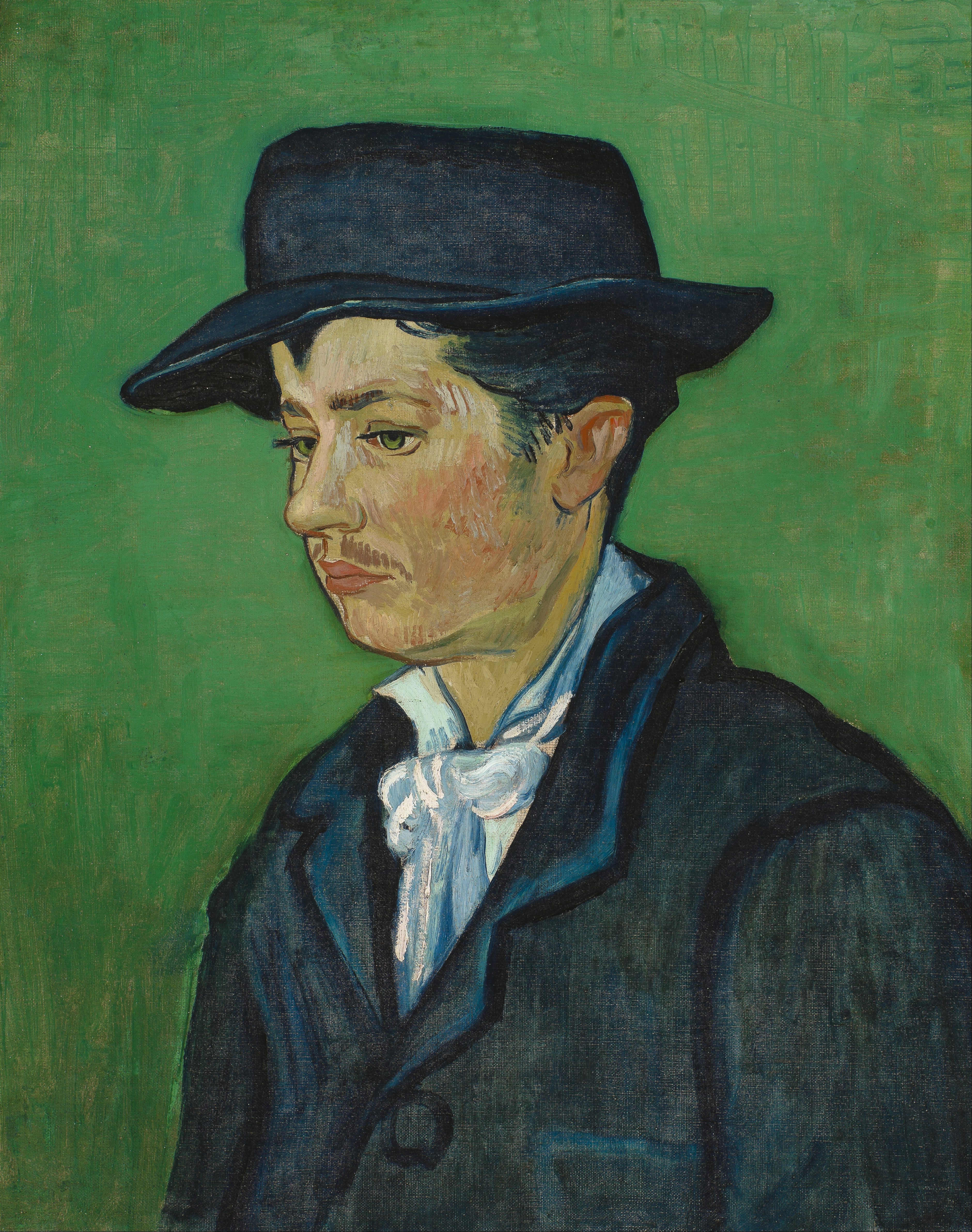
Vincent van Gogh: Porträt des Armand Roulin, 1888

## Außenanlagen

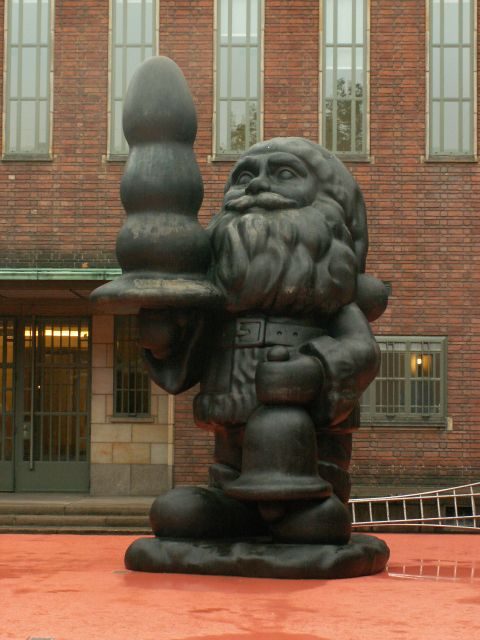
Santa Claus mit Buttplug von Paul McCarthy

Im Jahr 2005 wurde vor dem Museum die sechs Meter hohe Skulptur Santa Claus des US-amerikanischen Performance-Künstlers Paul McCarthy aufgestellt. Es handelt sich um die zwergenähnliche Darstellung eines Weihnachtsmannes, der in der rechten Hand einen Buttplug hält und die Konsumgier persiflieren soll. Mittlerweile steht die Skulptur weiter östlich am Eendrachtsplein.
An der Nordostecke des Museums, am Westersingel, steht die Skulptur Sylvette von Pablo Picasso, eine mit Zeichnung versehene Steinskulptur.

## Ausstellung
- 2010: Divided Divided, Carsten Höller, Teil der Ausstellung war die Möglichkeit, nach Museumsschluss bis zum Morgen ganz allein im Museum zu bleiben. Man wurde mit einer Taschenlampe ausgerüstet und sämtliche Räume standen offen. Schlafen konnte man im Revolving Hotel Room, einer Installation des Künstlers (1988) aus dem Guggenheim Museum in New York. Ein Bediensteter des Museums musste, falls notwendig, assistieren und er bereitete am Morgen das Frühstück.